# Lomsjön, Gästrikland
Lomsjön är en sjö i Sandvikens kommun i Gästrikland och ingår i Gavleåns huvudavrinningsområde. Sjön är 1,3 meter djup, har en yta på 1,02 kvadratkilometer och befinner sig 68 meter över havet. Lomsjön ligger i Lomsmuren Natura 2000-område.
Lomsjön omges av täta vassar och har ett intressant fågelliv med häckande skrattmås, brun kärrhök, brunand och ibland svarthakedopping.

## Delavrinningsområde
Lomsjön ingår i det delavrinningsområde (671226-156083) som SMHI kallar för Utloppet av Lomsjön. Medelhöjden är 74 meter över havet och ytan är 5,11 kvadratkilometer. Räknas de 2 avrinningsområdena uppströms in blir den ackumulerade arean 18,9 kvadratkilometer. Spikåsbäcken som avvattnar avrinningsområdet har biflödesordning 2, vilket innebär att vattnet flödar genom totalt 2 vattendrag innan det når havet efter 29 kilometer. Avrinningsområdet består mestadels av skog (45 procent) och sankmarker (31 procent). Avrinningsområdet har 1,01 kvadratkilometer vattenytor vilket ger det en sjöprocent på 19,7 procent.